# Červená Řečice (zámek)
Zámek Červená Řečice stojí v centru města Červená Řečice, v okrese Pelhřimov. Od roku 1963 je chráněn jako kulturní památka; roku 2014 došlo k prohlášení za národní kulturní památku.

## Historie
Už ve 12. století vlastnili řečické panství pražští biskupové, kteří někdy ve druhé polovině 13. století nechali na místě zámku vystavět tvrz. Biskup Tobiáš z Bechyně nechal tvrz a nedaleký kostel opevnit proti nájezdům Oty Braniborského a taktéž proti Vítkovcům. 

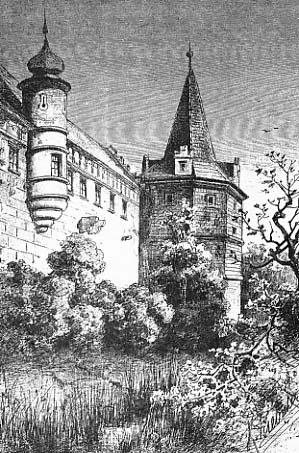
Severní strana zámku s baštou na kresbě Karla Liebschera (druhá polovina 19. století)

Na počátku 14. století za arcibiskupa Arnošta z Pardubic prošla přestavbou do podoby gotického hradu. V této době hrad sloužil především správě panství. K rokům 1384 a 1392 jsou doloženy pobyty arcibiskupa Jana z Jenštejna s doprovodem, v němž je zmiňován i generální vikář Jan z Pomuku. V roce 1415 hrad od arcibiskupa Konráda z Vechty odkoupil Jan Svídnický z Chotěmic. Ten ovšem musel coby katolík odejít do vyhnanství a během husitských válek hrad v roce 1422 pravděpodobně obsadili husité.
Kolem roku 1428 se panství dostalo do rukou Mikuláše Sokola z Lamberka, který na hradě vyjednal mír s Oldřichem II. z Rožmberka. V roce 1431 zde také organizoval výpravu do Dolních Rakous. V roce 1436 vrátil císař Zikmund panství Janu z Chotěmic, ovšem ten jej už roku 1437 zastavil Mikuláši Trčkovi z Lípy, po jehož smrti v roce 1453 se dostalo do rukou Ladislava Pohrobka. Od něho jej v následujícím roce získal páni z Ústí, čímž se dostalo do majetku Jindřicha ze Stráže. Po Jindřichově smrti v roce 1466 hrad zdědil jeho syn Michal, který se postavil proti králi Jiřímu z Poděbrad. Roku 1467 hrad dobyl Petr Břekovec z Ostromeče, pán na Kamenici a Loutkově a umístil sem svoji posádku. Hrad připadl králi a ten jej daroval Petru Břekovcovi. Ten jej krátce na to prodal Trčkům z Lípy. Nedlouho poté se nejvyšší kancléř Jan ze Šelmberka, manžel Johanky ze Stráže, přihlásil o panství jako o dědictví Jindřicha ze Stráže a panství roku 1480 získal. Od něho jej roku 1497 odkoupil Bohuslav Leskovec z Leskovce.
V 60. letech 16. století za Šebestiána Leskovce z Leskovce prošel hrad přestavbou na renesanční zámek. Přestavbu zámku dokládá i přídomek na Nové Řečici, pod kterým je Šebestián Leskovec zaznamenán na sněmech v letech 1569–1570. Po jeho smrti roku 1582 se o zámek starala vdova Žofie z Nečtin a po ní od roku 1585 Kryštof starší z Leskovce, který provedl další úpravy. Po roce 1595 zámek spravovala jeho sestra Anna, manželka Jana Šlejnice ze Šlejnic. 

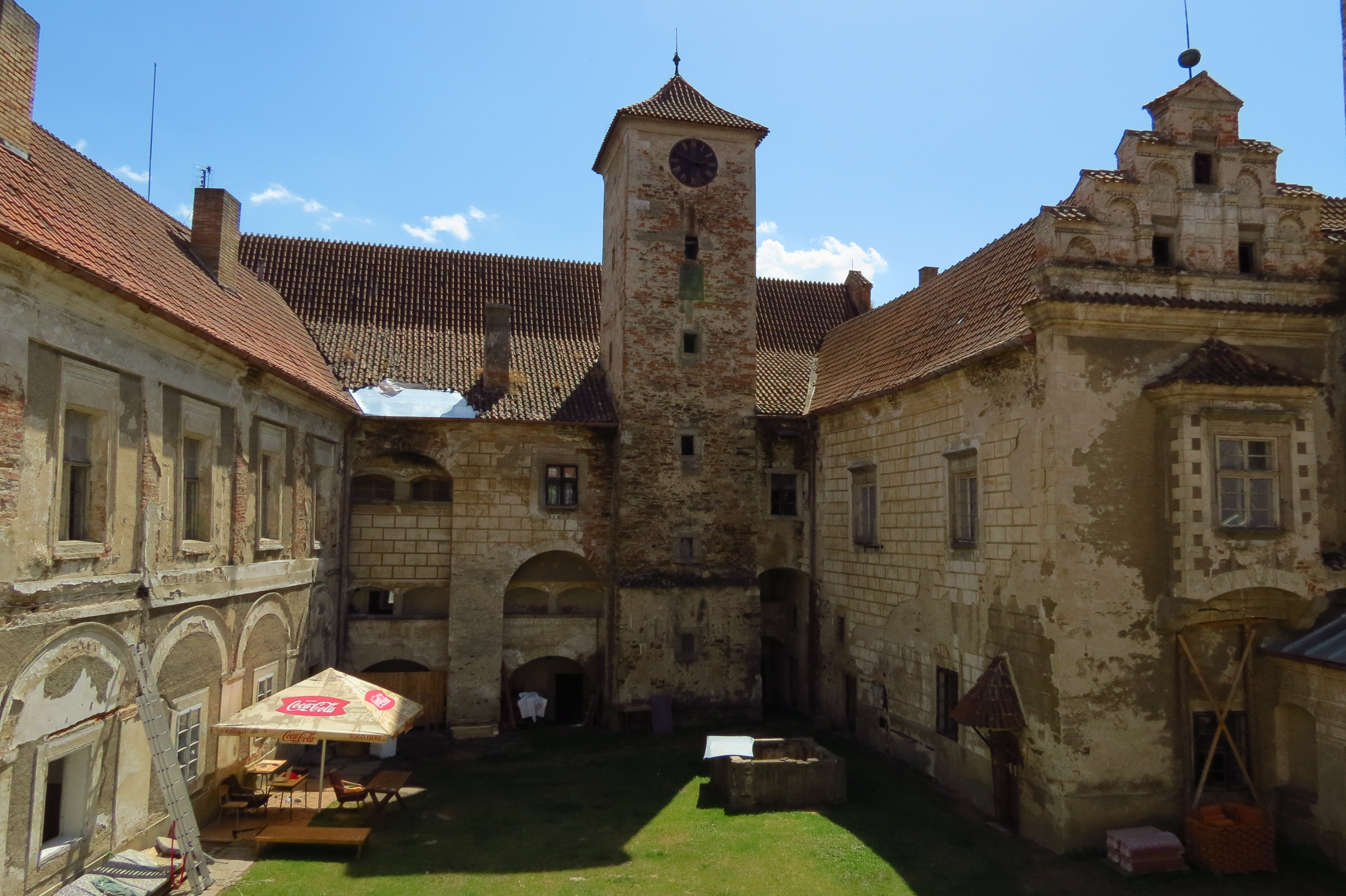
První nádvoří před rekonstrukcí

Již roku 1597 mění panství majitele znovu, když jej odkoupil Heřman z Říčan. Někteří příslušníci vedlejších větví Leskovců se proti tomuto obchodu postavili a Albrecht Šebestián Leskovec dokonce zámek, jenž byl sídlem Viléma mladšího z Říčan, obsadil, ale nakonec zůstal v držené pánů z Říčan. Roku 1612 zámek zdědil Jan z Říčan, ovšem po Bílé hoře o něj přišel a roku 1623 jej císař Ferdinand III. postoupil arcibiskupu Arnoštu Vojtěchu z Harrachu. Ten zde za třicetileté války hledal úkryt.
Další arcibiskupové se o zámek příliš nezajímali, až na Matouše Ferdinanda Sobka z Bílenberka, který jej nechal opravit. Poslední velká rekonstrukce před znárodněním proběhla za Františka Kordače a jeho nástupce Karla Kašpara. 
V současnosti je zámek v soukromých rukou a od roku 2011 se dočkal zahájení oprav, v areálu se rozběhly záchranné práce.

Dne 15. května 2014 vypukl na zámku požár (zřejmě v důsledku pálení klestí v jeho sousedství), který se podařilo záhy lokalizovat a uhasit. Zasáhl a zničil pouze střechu věžičky na severní straně zámku.

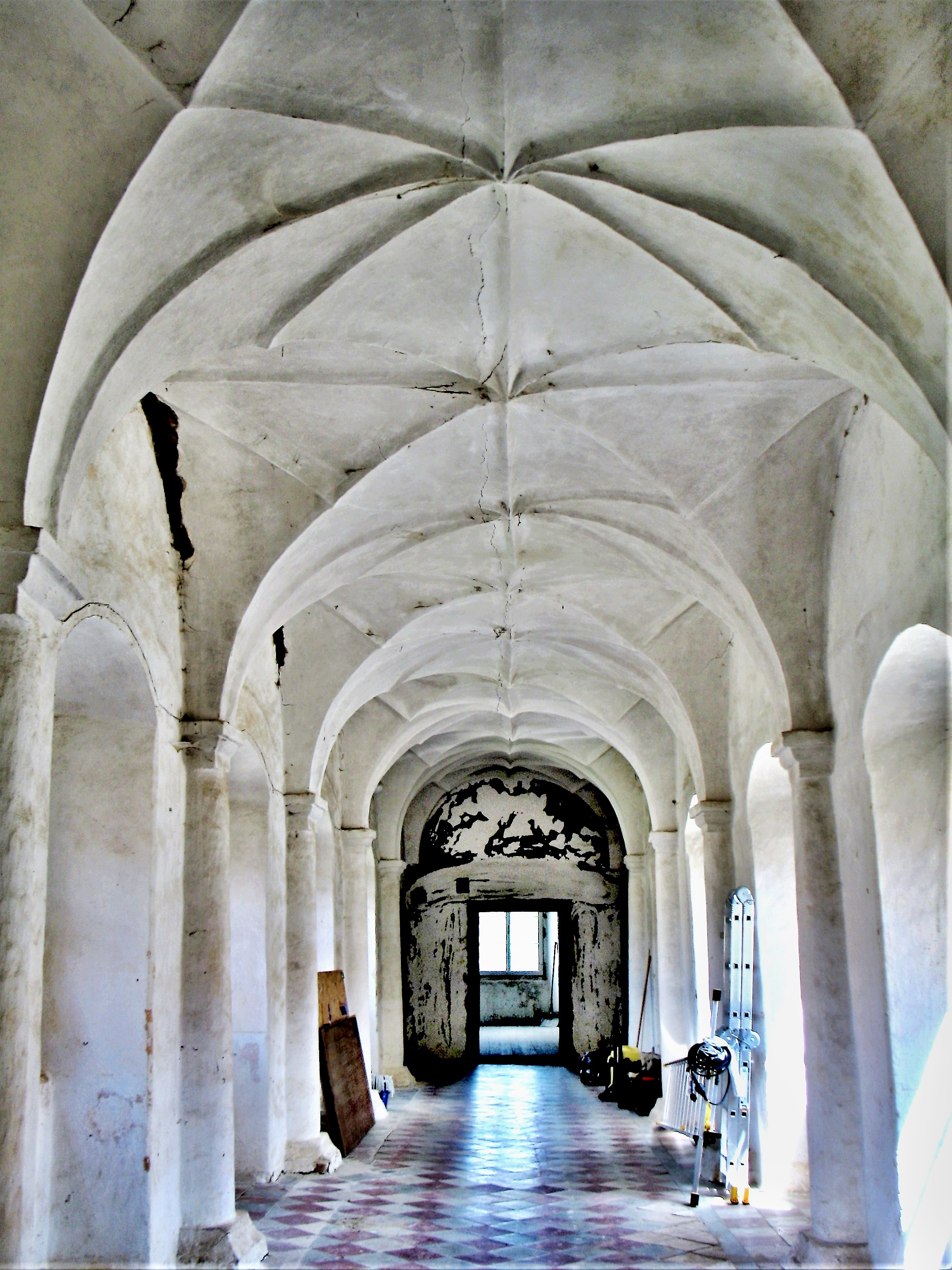
Renesanční spojovací chodba mezi nejstarším centrálním a severním barokním křídlem zámku

V roce 2020 byla zahájena rozsáhlá rekonstrukce zámku a od 1. července 2023 byl tento památkově chráněný objekt zpřístupněn veřejnosti.

## Popis
Zámek je rozsáhlý objekt na šestibokém půdorysu se dvěma nádvořími. Zámecký areál je obklopen unikátním opěvněním s polygonálními baštami a příkopem s vysokým sypaným valem. Okolo prvního nádvoří stojí patrová křídla, z jižního vystupuje hranolová Hodinová věž. Nejstarší částí areálu je střední křídlo, na které na východě navazuje okrouhlá věž Hláska. Na druhé nádvoří vede průchod pod spojovací chodbou. Ta je vyzdobena cennými renesančními sgrafity, poškozenými ve 20. století. Západní stranu druhého nádvoří tvoří ruiny mohutné sýpky, na kterou z obou stran navazují patrové renesanční bašty. Kromě nich z hradební zdi ještě vystupuje jižní bašta, zvaná Hladomorna. Zámek obklopuje vodní příkop, ve kterém rostou památné staré stromy. K zámku původně přiléhal anglický park, který postupně zanikl a zarostl náletovými dřevinami.

## Přístup
Zámek se nachází přímo v centru Červené Řečice a okolo vede silnice II/112 s cyklostezkou 1224 (od náměstí na Popelištnou), přičemž cyklostezku na náměstí kříží cyklostezka 1218 od Milotiček na Želiv. Místem také prochází trojice turistických tras – červená od Želiva na Rovnou, modrá od Křelovic na Bácovice a žlutá směrem na Brtnou. Přes Červenou Řečici vede trasa autobusu č. 406 Pražské integrované dopravy na lince Praha-Roztyly – Pelhřimov,  dále zde zastavují autobusy na trase Čechtice – Jihlava a dálkový spoj Most – Louny – Praha – Brno. Autobusová zastávka je od brány zámku vzdálená 100 metrů.

## Galerie

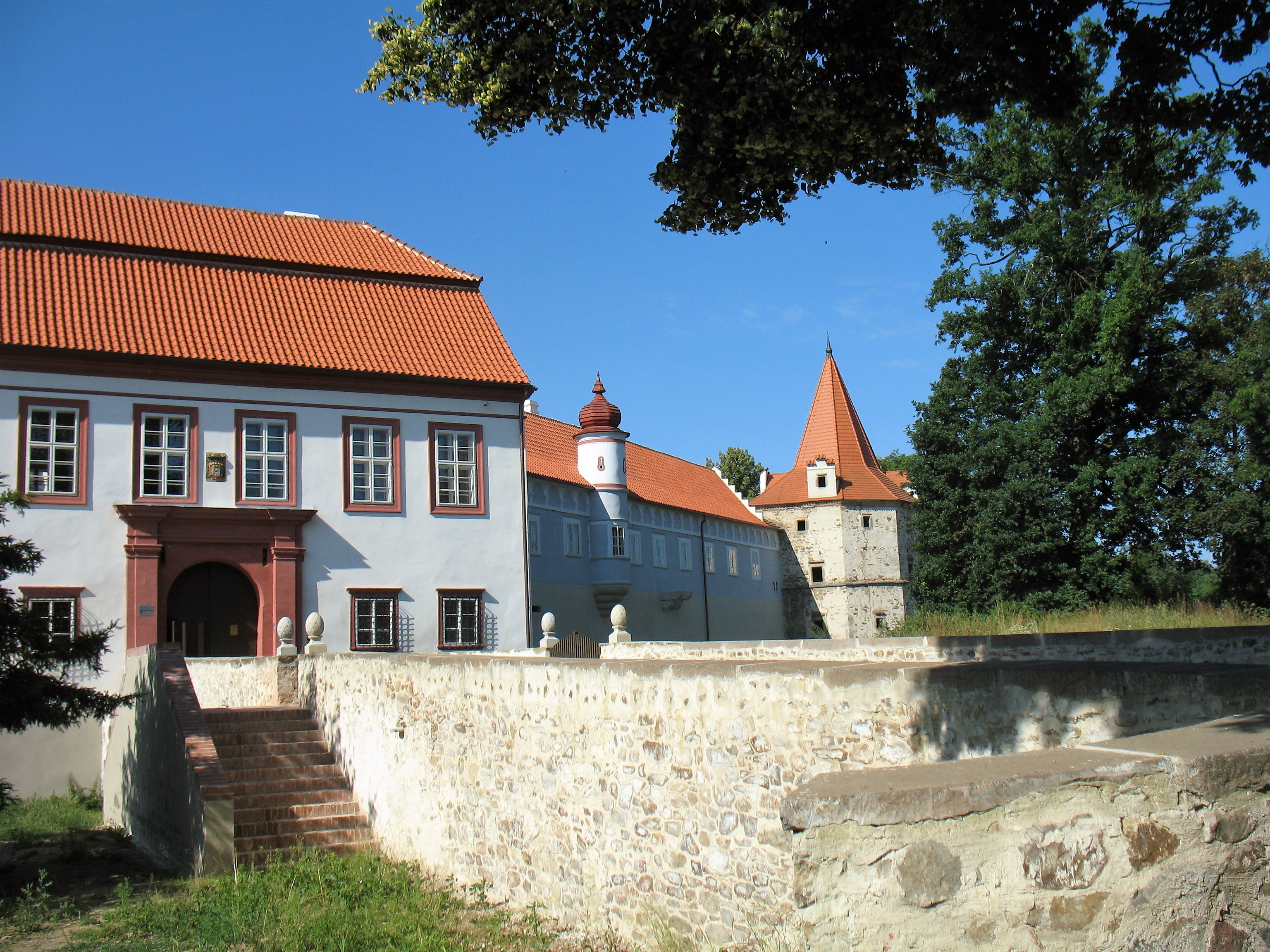
Severní strana zámku a severozápadní bašta
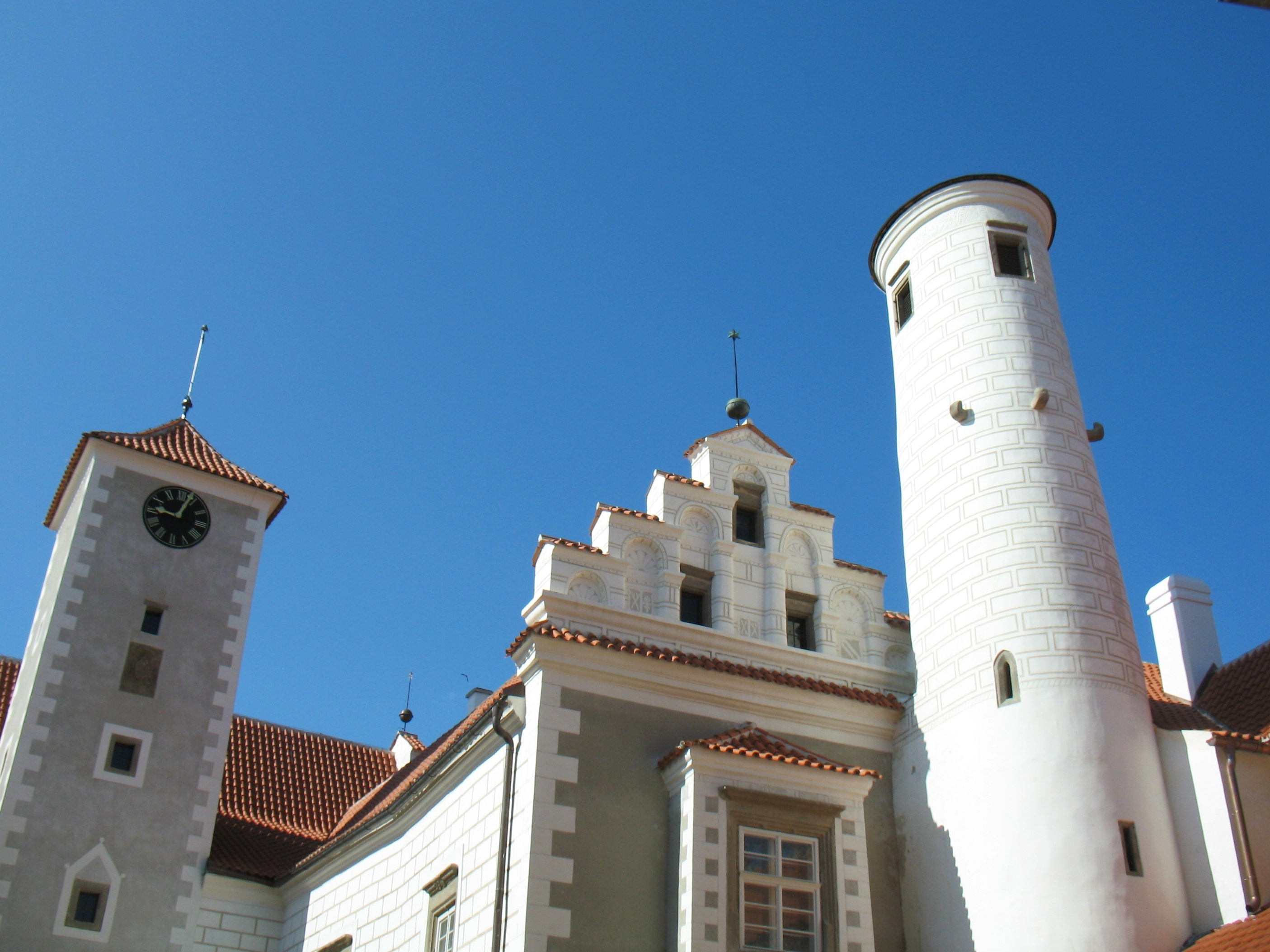
Renesanční věže na prvním nádvoří
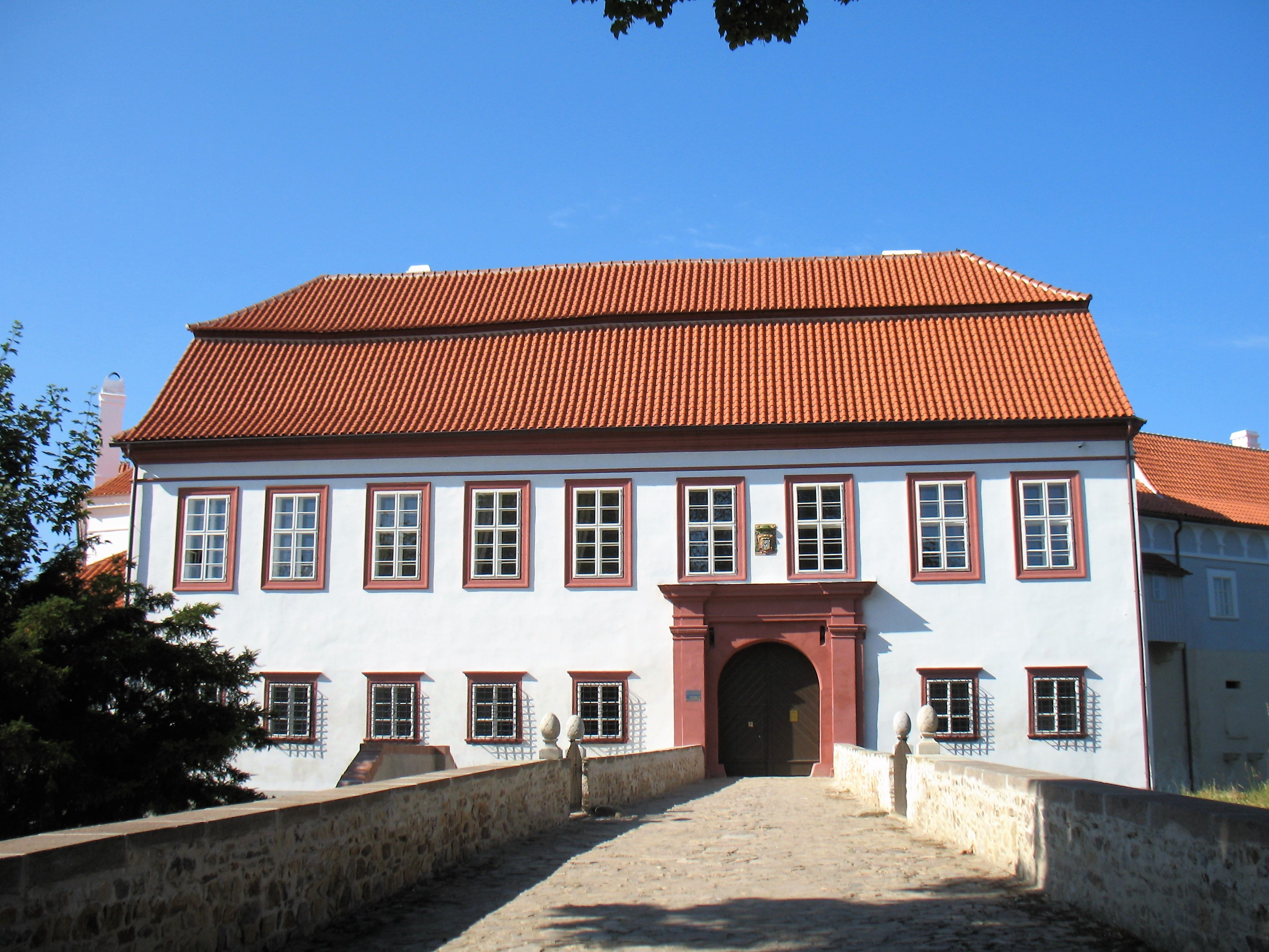
Vstup do zámku
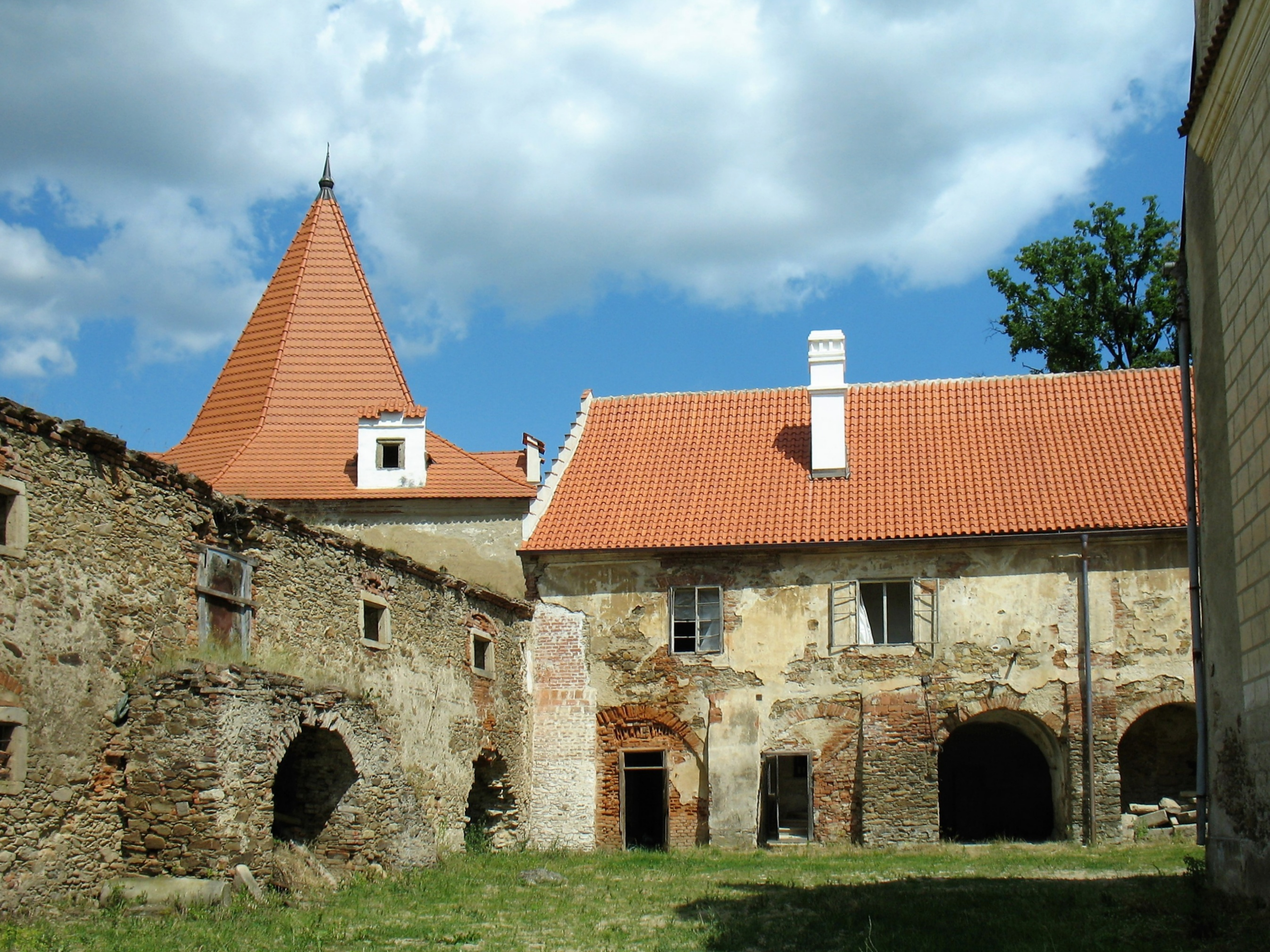
Druhé nádvoří: pozůstatky opevnění a severozápadní bašta
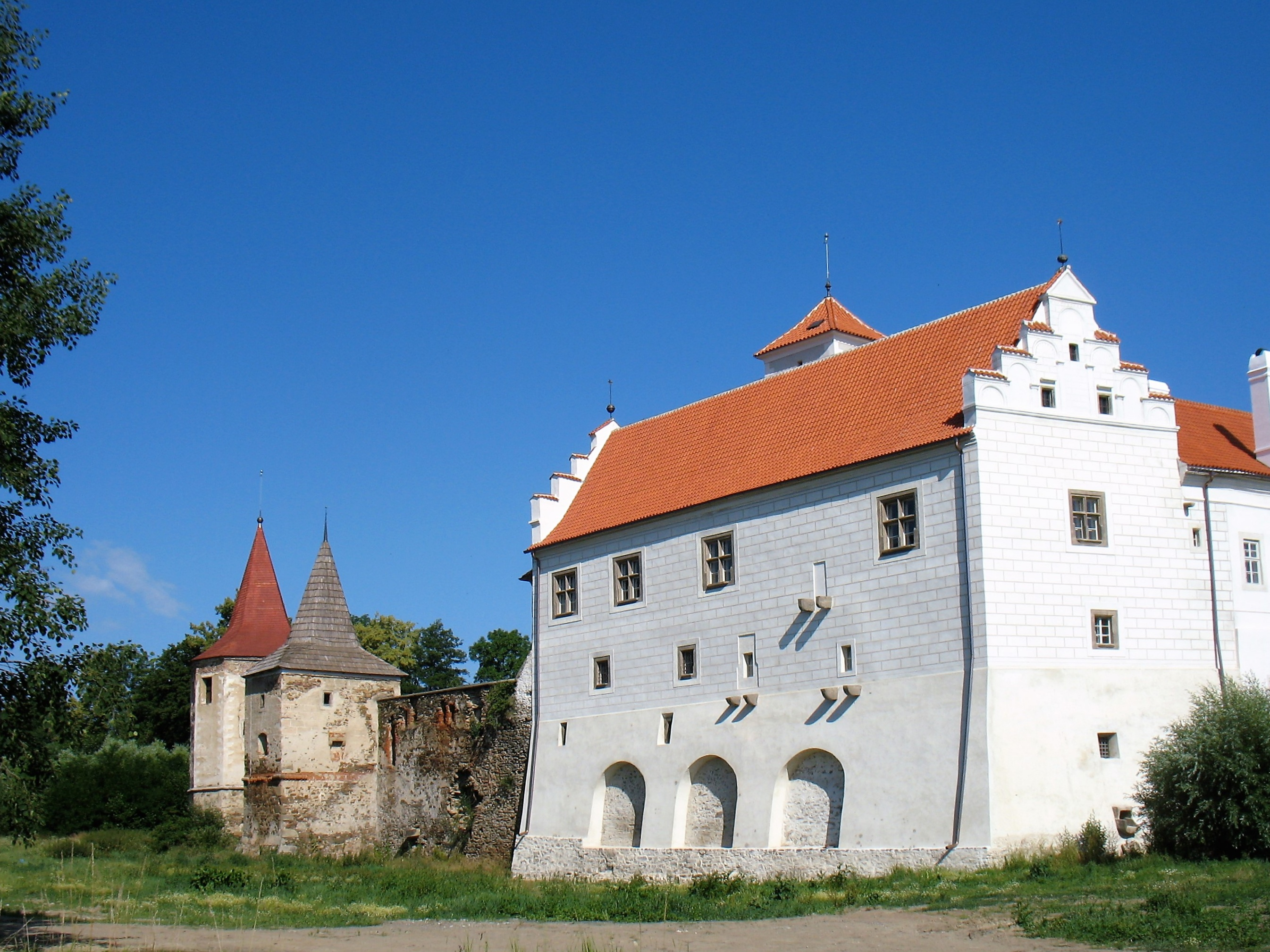
Jižní renesanční křídlo a jižní a jihozápadní bašta
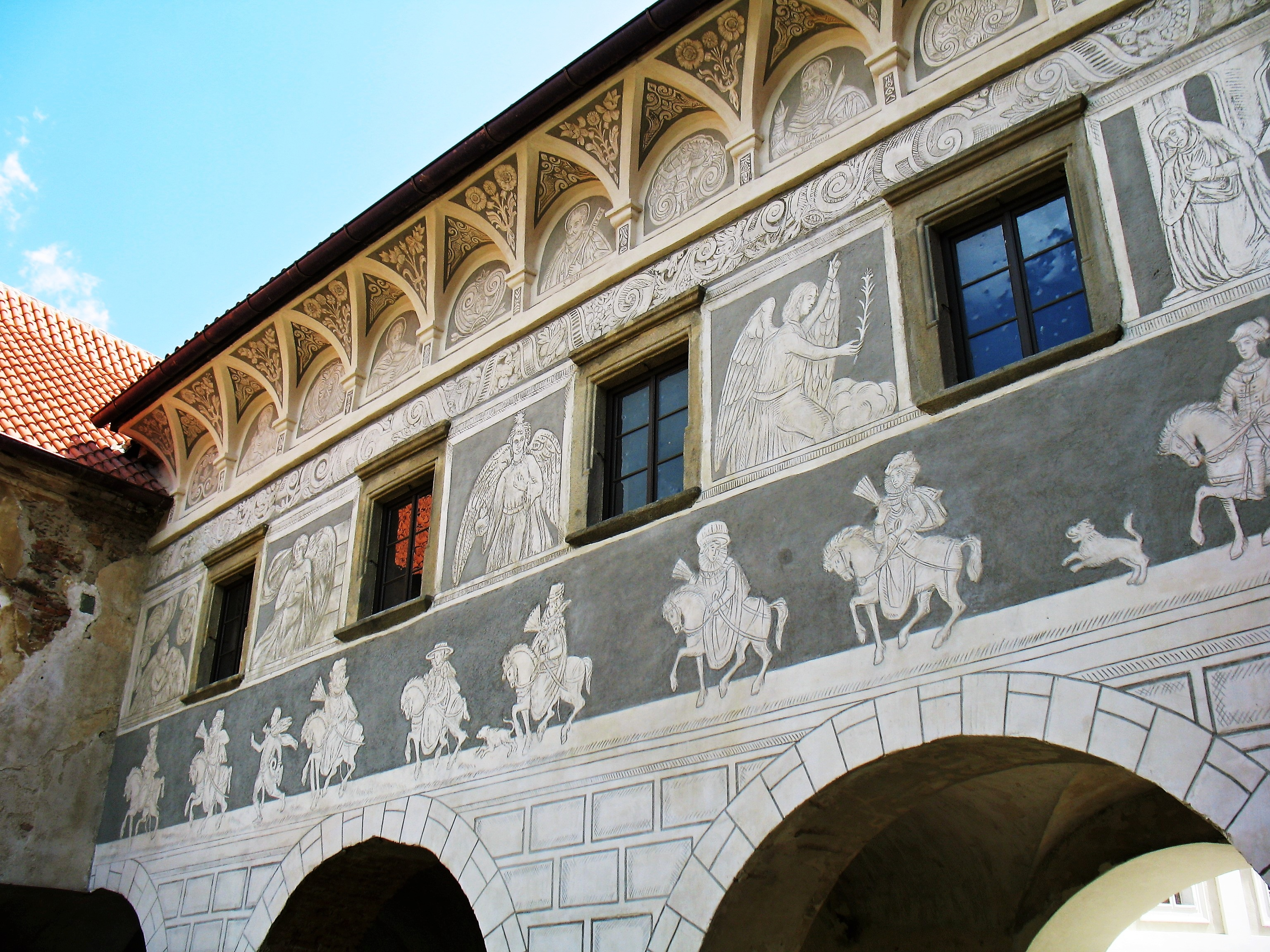
Druhé nádvoří: fasáda spojovací chodby mezi renesančním a  barokním křídlem zámku